# توماس ويكس روبنسون
توماس ويكس روبنسون هو سياسي كندي، ولد في 10 نوفمبر 1810، وتوفي في 6 مايو 1866.